# Nunspeet
 (mai 2018).

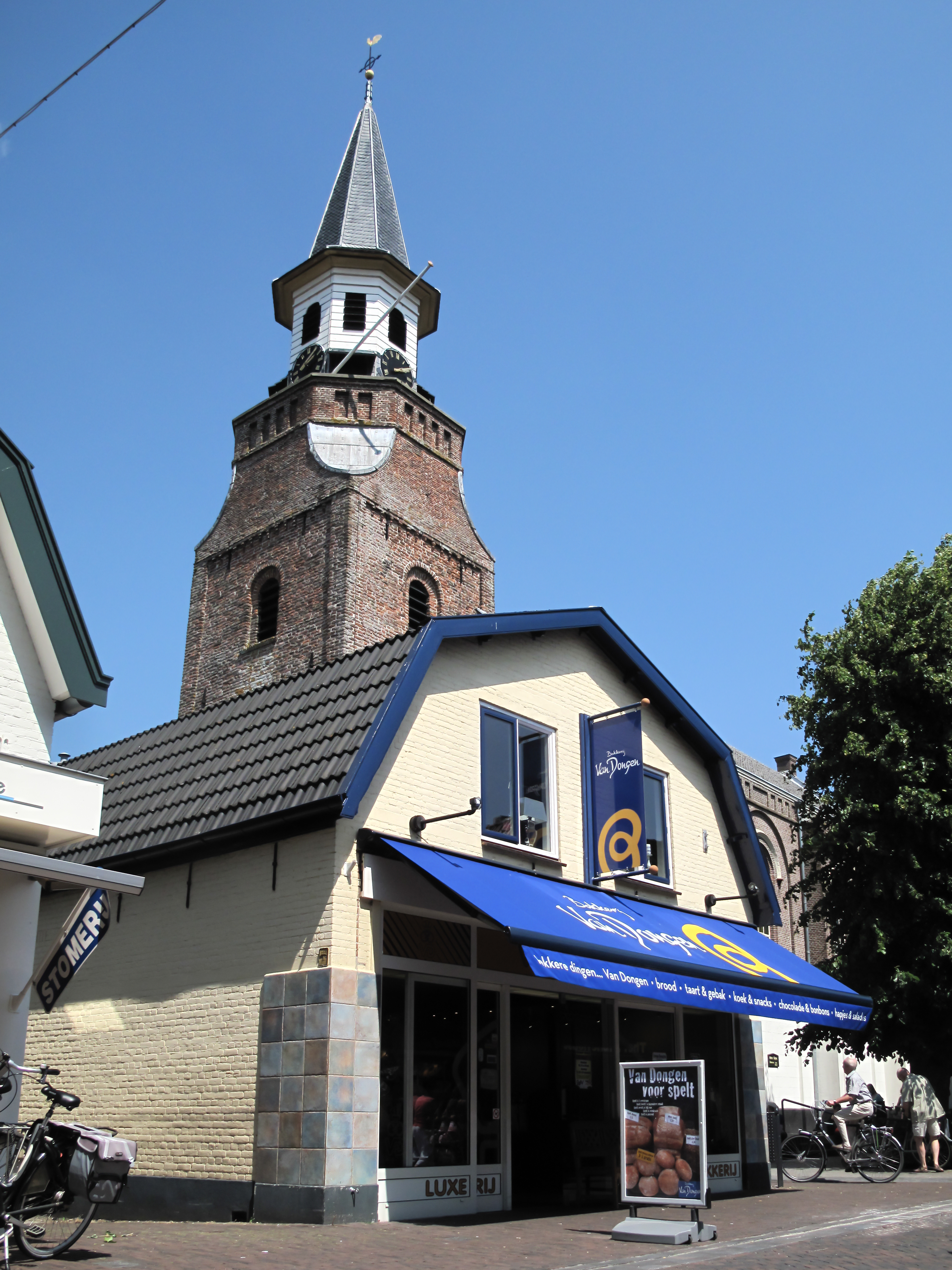
L'église protestante à Nunspeet.

Nunspeet est un village et une commune néerlandaise, en province de Gueldre.
Il existe un grand parc, le Hulshorsterzand (nl), sur le territoire de la commune.

Le parc du Hulshorsterzand
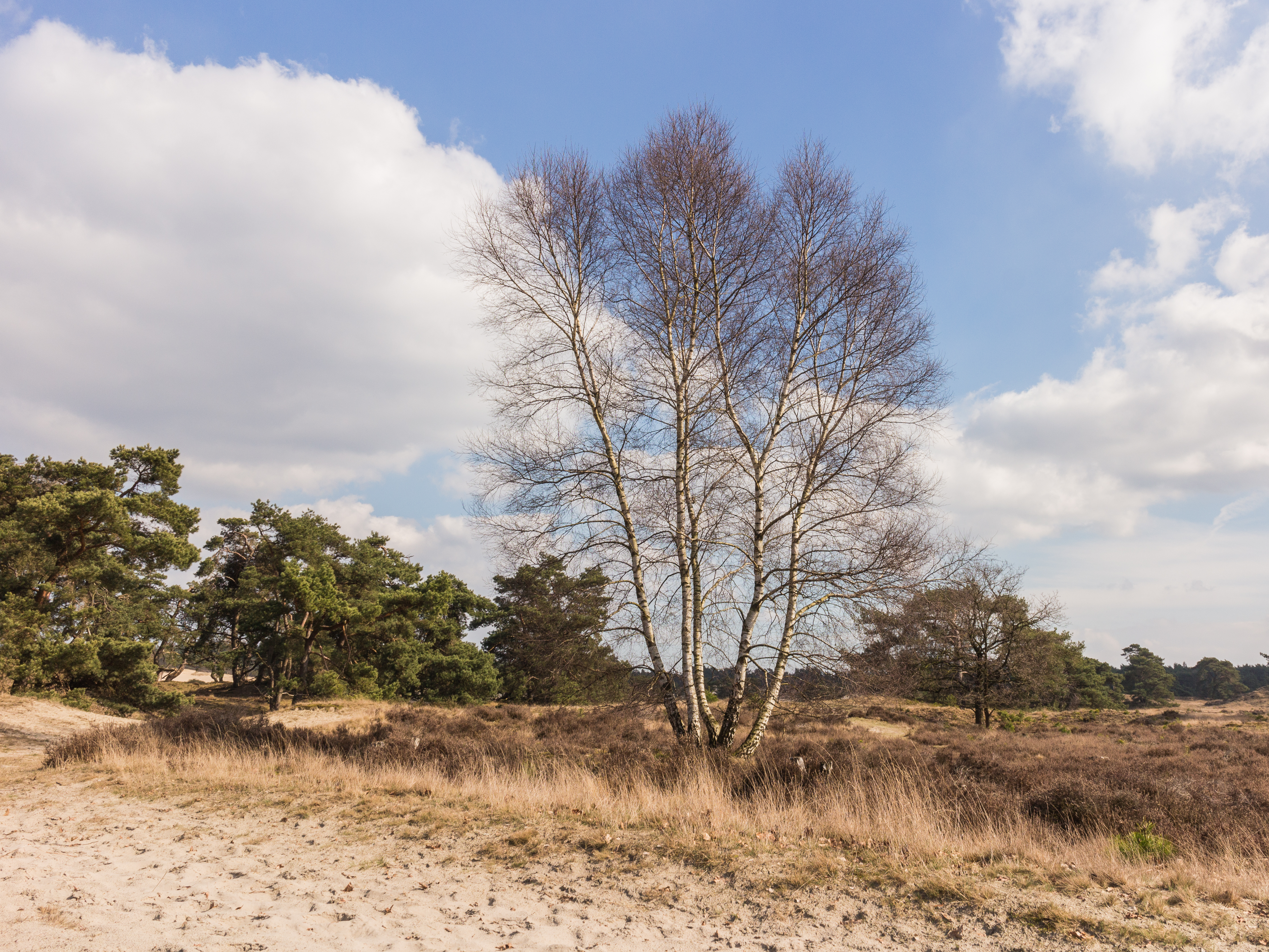
Un bouleau dans le Hulshorsterzand, un parc de la ville
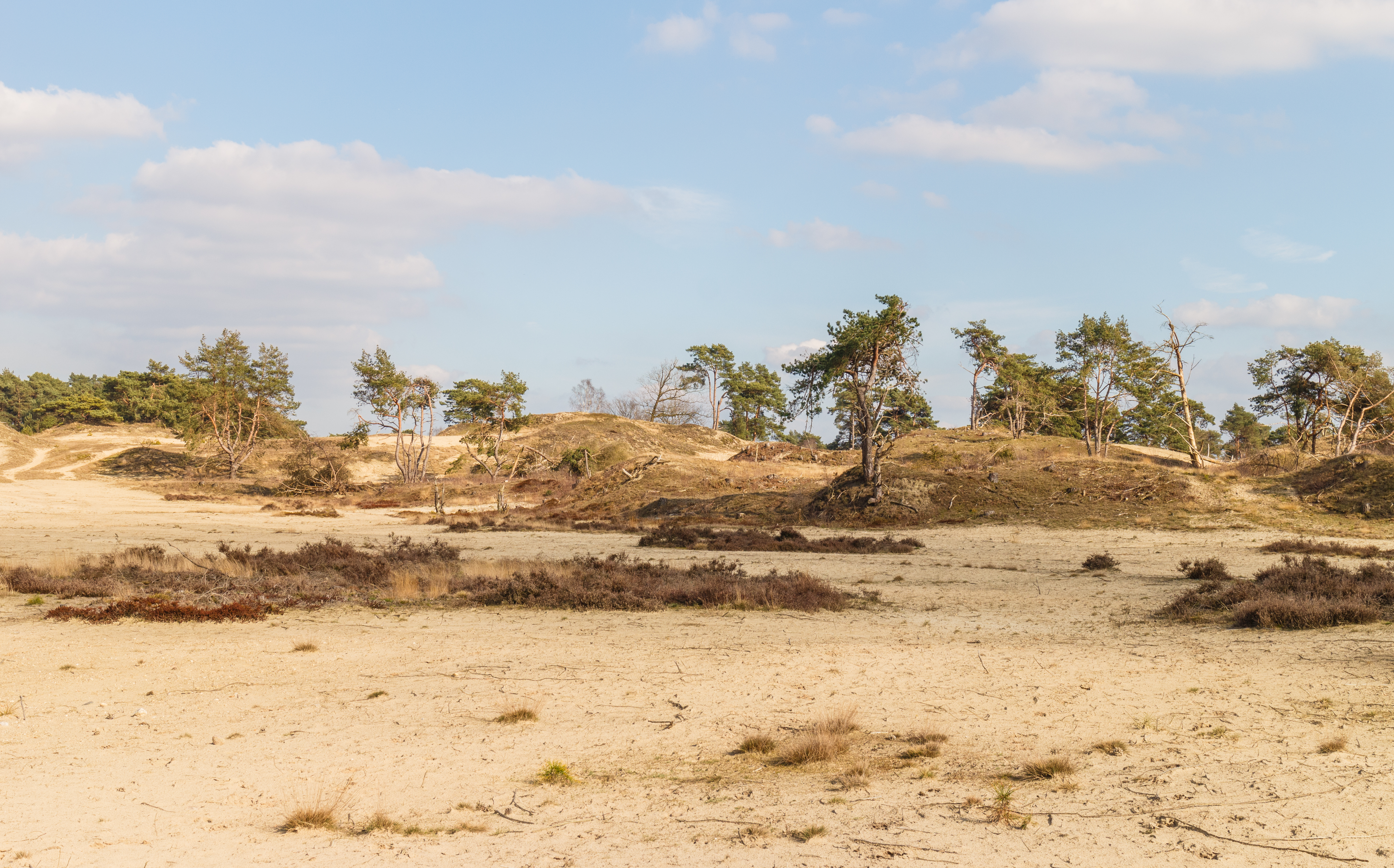
Panorama dans le Hulshorsterzand
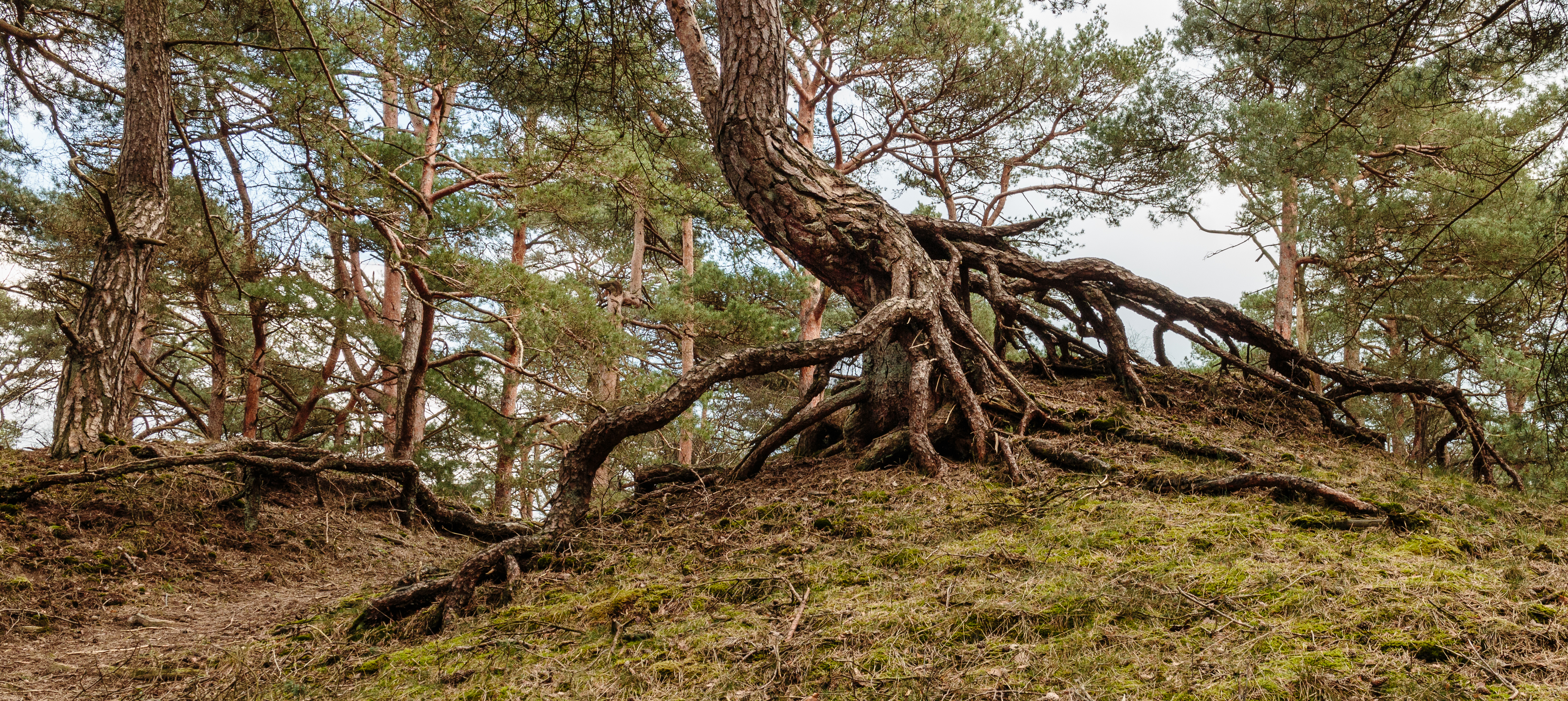
Le sable a été soufflé des racines. Mars 2020.
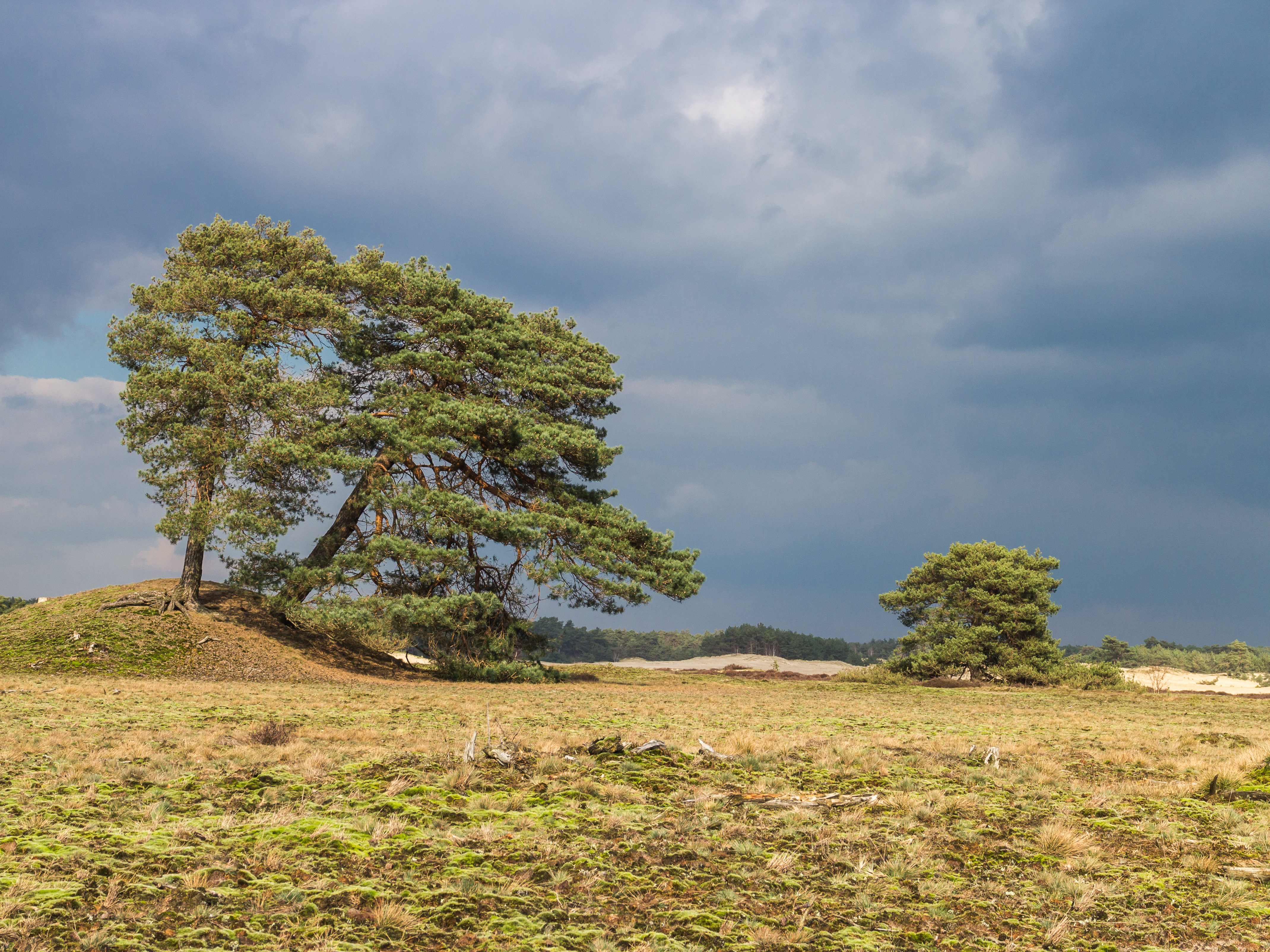
Promenade dans le Hulshorsterzand, accompagné du pin sylvestre solitaire, enraciné dans le sable. Mars 2020.

## Histoire
La commune de Nunspeet a été créée en 1972, par démembrement de la commune d'Ermelo.
Durant la Seconde Guerre mondiale, un village souterrain, Het Verscholen Dorp, situé au sud de la commune, sert de refuge à environ 120 personnes en fuite : le lieu est aujourd'hui un musée et un mémorial.

## Personnalités
- Kitty van der Mijll Dekker (1908-2004), tisserande issue du Bauhaus, a dirigé les ateliers de tissage « De Wipstrik » puis « Handweverij en ontwerpatelier K. v.d. Mijll Dekker » à Nunspeet, de 1932 à 1966
- Marie Faddegon (1877-1919), designeuse textile, militante pour la réforme vestimentaire, y est inhumée